# Mioara David
Mioara David (ur. 15 maja 1970 w Braszowie) – rumuńska florecistka, dwukrotna medalistka mistrzostw świata.
Podczas mistrzostw świata w Essen w 1993 roku Rumunki w składzie: Claudia Grigorescu, Mioara David, Laura Badea, Elisabeta Tufan i Reka Lazăr-Szabo zdobyły srebro w turnieju drużynowym. Wynik ten Rumunki z David w składzie powtórzyły na mistrzostwach świata w Kapsztadzie w 1997 roku.
Nigdy nie wzięła udziału w igrzyskach olimpijskich.